# Pitch Perfect 3
Série
Pitch Perfect 2
(2015)
Pour plus de détails, voir Fiche technique et Distribution.
Pitch Perfect 3, ou La Note parfaite 3 au Québec, est une comédie musicale américaine réalisée par Trish Sie et sortie en 2017. Elle est librement adaptée du livre Pitch Perfect: The Quest for Collegiate A Cappella Glory de Mickey Rapkin.
Il s'agit de la suite de The Hit Girls et de Pitch Perfect 2.

## Synopsis
Trois ans après avoir remporté les championnats du monde, les Bellas se retrouvent séparées et réalisent qu’il n’existe pas de perspective de travail qui permette de faire de la musique a cappella. Mais lorsqu’on leur offre la chance de se retrouver une nouvelle fois sur scène pour une tournée à l’étranger, ce groupe de filles se réunit pour une dernière nouvelle aventure musicale, pour le USO Tour. Stacie étant enceinte de 8 mois et ne pouvant donc pas venir, c'est Emily qui prend sa place. Pendant le USO, le père d'Amy la baleine kidnappe les Bellas ; Amy et Beca sont épargnées, et parviennent à délivrer les autres en provoquant un incendie sur le yacht où les autres Bellas sont retenues. Ce n'est pas le groupe entier des Bellas, mais seulement Beca qui est sélectionnée pour faire la première partie de DJ Khaled ; elle commence son solo, puis convie le groupe de filles sur scène pour chanter Freedom 90.

## Fiche technique
- Titre original et français : Pitch Perfect 3
- Titre canadien (Nouveau-Brunswick, Québec) : La Note parfaite 3
- Réalisation : Trish Sie
- Scénario : Kay Cannon et Mike White, d'après le livre de Mickey Rapkin
- Musique : Christopher Lennertz
- Photographie : Matthew Clark
- Montage : Craig Alpert et Colin Patton
- Décors : Toby Corbett
- Costumes : Salvador Pérez Jr.
- Production : Elizabeth Banks, Paul Brooks (en), Max Handelman
  - Production déléguée : Scott Niemeyer, David Nicksay et Jason Moore
- Sociétés de production : Brownstone Productions, Gold Circle Films
- Société de distribution : Universal Pictures (États-Unis)
- Budget : 45 000 000 $
- Pays de production :  États-Unis
- Langue originale : anglais
- Format : couleur – 1,85:1 — son Dolby Digital et SDDS
- Durée : 93 minutes
- Genre : comédie et film musical
- Dates de sortie :
  - Royaume-Uni : 20 décembre 2017
  - États-Unis : 22 décembre 2017
  - France : 27 décembre 2017

## Distribution
- Anna Kendrick (VF : Karine Foviau ; VQ : Catherine Bonneau) : Rebecca "Beca" Mitchell
- Brittany Snow (VF : Audrey Sablé ; VQ : Annie Girard) : Chloe Beale
- Rebel Wilson (VF : Gaëlle Marie ; VQ : Émilie Bibeau) : Amy la baleine
- Hailee Steinfeld (VF : Claire Bouanich ; VQ : Célia Gouin-Arsenault) : Emily Schneck
- Anna Camp (VF : Alexandra Ansidei ; VQ : Kim Jalabert) : Aubrey
- Hana Mae Lee (VQ : Aurélie Morgane) : Lilly
- Ruby Rose (VF : Alice Taurand) : Calamity
- Alexis Knapp : Stacie
- Chrissie Fit : Flo
- Ester Dean (VQ : Sarah Desjeunes) : Cynthia Rose
- John Michael Higgins (VF : Pierre-François Pistorio ; VQ : François Sasseville) : John
- Elizabeth Banks (VF : Caroline Bourg ; VQ : Viviane Pacal) : Gail
- Kelley Jakle (VF : Maud Vincent) : Jessica
- Shelley Regner (VF : Lily Rubens ; VQ : Marie-Ève Sanfaçon) : Ashley
- Andy Allo (VF : Diane Dassigny) : Serenity
- John Lithgow (VF : Patrick Préjean ; VQ : Guy Nadon) : Fergus
- Matt Lanter (VF : Jean Rieffel ; VQ : Martin Watier) : Chicago
- Guy Burnet (VF : Benoît DuPac ; VQ : Maël Davan-Soulas) : Theo
- DJ Khaled : lui-même

## Box-office
| Pays       | Box-office      | Date d'arret du box-office | Nombre de semaines |
| ---------- | --------------- | -------------------------- | ------------------ |
| Etats-unis | 101,719,130 $   | en cours                   | 5 en cours         |
| France     | 194 457 entrées | en cours                   | 4 en cours         |
| Mondial    | 175,919,130 $   | en cours                   | 5 en cours         |

Au niveau mondial, le film enregistre 189 597 000 $ de recettes en salles.